# RFL Championship 1960-61
El Championship de 1960-61 fue la 66.º edición del torneo de rugby league más importante de Inglaterra.

## Formato
Los equipos se enfrentaron en formato de todos contra todos, los primeros cuatro equipos clasificaron a postemporada.
Se otorgaron 2 puntos por cada victoria, 1 por el empate y 0 por la derrota.

## Desarrollo

### Tabla de posiciones
| Pos. | Equipo               | Encuentros | Encuentros | Encuentros | Encuentros | Puntos |
| Pos. | Equipo               | PJ         | PG         | PE         | PP         | Puntos |
| ---- | -------------------- | ---------- | ---------- | ---------- | ---------- | ------ |
| 1    | Leeds Rhinos         | 36         | 30         | 0          | 6          | 60     |
| 2    | Warrington Wolves    | 36         | 27         | 1          | 8          | 55     |
| 3    | Swinton Lions        | 36         | 27         | 1          | 8          | 55     |
| 4    | St Helens RFC        | 36         | 27         | 0          | 9          | 54     |
| 5    | Wigan Warriors       | 36         | 26         | 0          | 10         | 52     |
| 6    | Leigh Centurions     | 36         | 26         | 0          | 10         | 52     |
| 7    | Wakefield Trinity    | 36         | 26         | 0          | 10         | 52     |
| 8    | Oldham RLFC          | 36         | 25         | 1          | 10         | 51     |
| 9    | Featherstone Rovers  | 36         | 23         | 1          | 12         | 47     |
| 10   | Workington Town      | 36         | 21         | 0          | 15         | 42     |
| 11   | Hull FC              | 36         | 20         | 1          | 15         | 41     |
| 12   | Hull Kingston Rovers | 36         | 19         | 2          | 15         | 40     |
| 13   | Halifax RLFC         | 36         | 19         | 1          | 16         | 39     |
| 14   | Huddersfield Giants  | 36         | 18         | 2          | 16         | 38     |
| 15   | Hunslet FC           | 36         | 18         | 0          | 18         | 36     |
| 16   | Whitehaven RLFC      | 36         | 17         | 2          | 17         | 36     |
| 17   | Castleford Tigers    | 36         | 16         | 2          | 18         | 34     |
| 18   | York FC              | 36         | 16         | 2          | 18         | 34     |
| 19   | Batley Bulldogs      | 36         | 16         | 1          | 19         | 33     |
| 20   | Widnes Vikings       | 36         | 16         | 0          | 20         | 32     |
| 21   | Blackpool Borough    | 36         | 14         | 3          | 19         | 31     |
| 22   | Bramley RLFC         | 36         | 12         | 1          | 23         | 25     |
| 23   | Salford Red Devils   | 36         | 11         | 2          | 23         | 24     |
| 24   | Bradford Northern    | 36         | 10         | 2          | 24         | 22     |
| 25   | Keighley Cougars     | 36         | 10         | 1          | 25         | 21     |
| 26   | Barrow Raiders       | 36         | 9          | 2          | 25         | 20     |
| 27   | Dewsbury Rams        | 36         | 8          | 3          | 25         | 19     |
| 28   | Rochdale Hornets     | 36         | 9          | 0          | 27         | 18     |
| 29   | Liverpool Stanley    | 36         | 5          | 1          | 30         | 11     |
| 30   | Doncaster RLFC       | 36         | 3          | 0          | 33         | 6      |

|  | Clasificados a postemporada. |

### Postemporada

#### Semifinal
| 6 de mayo de 1961 | Leeds Rhinos | 11 - 4 | St. Helens |  |  |

| 6 de mayo de 1961 | Warrington Wolves | 13 - 5 | Swinton Lions |  |  |

#### Final
| 20 de mayo de 1961 | Leeds Rhinos | 25 - 10 | Warrington Wolves | Odsal Stadium, Bradford |  |

| Bandera de Inglaterra |
| Campeón Leeds Rhinos  |
| Primer título         |